# Corteza orbitofrontal
La  corteza orbitofrontal (COF) es la región del lóbulo frontal del cerebro relacionada con el procesamiento cognitivo de la toma de decisiones. En primates no humanos, incluye las áreas corticales de asociación de Brodmann 11, 12 y 13. En los seres humanos, comprende las áreas 10, 11 y 47 de Brodmann. Dado que ha sido relacionada con los mecanismos de procesamiento de la emoción y de la recompensa, algunos autores consideran que la COF forma parte del sistema límbico. 
Anatómicamente, la COF se define como la parte de la corteza prefrontal que recibe proyecciones desde los núcleos mediales magnocelulares del tálamo mediodorsal. Su nombre se debe a su posición, ya que se encuentra situada inmediatamente sobre las órbitas en las que se ubican los ojos. Se ha hallado una considerable variabilidad individual en la COF, tanto en primates humanos como en no humanos. En los roedores se ha encontrado un área similar.

## Funciones de la corteza orbitofrontal humana
La COF se encuentra entre las regiones menos comprendidas del cerebro humano, pero se ha propuesto que se encuentra implicada en funciones de integración sensorial, en la representación del valor afectivo de los reforzadores, en la toma de decisiones y en la formación de expectativas. Concretamente, se cree que la COF humana regula la planificación conductual asociada a la sensibilidad a la recompensa y el castigo. Estas afirmaciones se encuentran respaldadas mediante investigaciones realizadas en humanos, primates no humanos y roedores. La investigación en humanos se ha centrado en los estudios con neuroimagen realizados sobre participantes sanos, y en las investigaciones neuropsicológicas en pacientes con daño cerebral en regiones concretas de la COF. Las investigaciones realizadas en la Universidad de Leipzig muestran que la COF humana se activa durante la realización de juicios de coherencia intuitiva.

## Investigación con neuroimagen en sujetos sanos
El uso de técnicas de resonancia magnética funcional para visualizar la COF supone un desafío, dado que esta región cerebral se encuentra muy próxima a los senos paranasales, que están llenos de aire, por lo que frecuentemente aparecen distorsiones geométricas al utilizar la técnica de imagen eco-planar con un alto grado de intensidad de campos magnéticos. Así, se recomienda prestar un especial cuidado para obtener una buena calidad de la señal de la COF, y se han desarrollado diversas estrategias al respecto, como el ajuste automático de la homogeneidad ante niveles elevados de intensidad de los campos magnéticos estáticos.
Los estudios de neuroimagen publicados muestran que en la COF se encuentran representados el valor de la recompensa, el valor esperado de la recompensa e incluso la satisfacción subjetiva proporcionada por los reforzadores positivos. Un extenso metaanálisis de las pruebas de neuroimagen existentes ha demostrado que la actividad en las regiones mediales de la COF está relacionada con la monitorización, el aprendizaje y el recuerdo del valor de recompensa de los reforzadores, mientras que la actividad en la COF lateral está relacionada con la evaluación de los castigos, que pueden provocar cambios conductuales.
Análogamente, se ha encontrado una diferenciación entre las regiones posterior y anterior de la COF. Así, los reforzadores más complejos o con un mayor nivel de abstracción (como las ganancias o pérdidas económicas) se encontrarían representados en las regiones más anteriores de la corteza orbitofrontal, mientras que los reforzadores menos complejos (como el sabor de los alimentos) tendrían su representación en regiones posteriores. Se ha propuesto que la COF humana desempeña un papel en la mediación subjetiva de la experiencia hedónica.
La corteza orbitofrontal representa el principal objetivo neocortical de la corteza olfativa primaria. En los primates no humanos, la corteza olfativa se sitúa a lo largo de la superficie basal de los lóbulos frontales, envolviendo a la COF agranular y disgranular en su parte medial, y a la ínsula agranular en su parte lateral, donde esta última estructura se extiende sobre la superficie orbital posterior. Se reciben aferencias directas desde la mayor parte de las áreas olfativas primarias, entre las que se incluyen la corteza piriforme, la amígdala y la corteza entorrinal, en ausencia de un relevo talámico.

## Investigaciones neuropsicológicas con pacientes

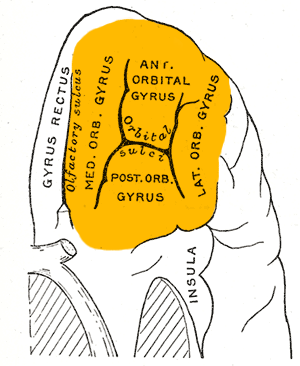
Superficie orbital del lóbulo frontal izquierdo.

### Test de discriminación visual
Esta tarea se divide en dos fases. Durante la primera fase («aprendizaje inverso»), se presenta repetidas veces a los participantes un dibujo de dos posibles (A y B). Aprenden que serán recompensados si pulsan un botón cuando se presente el dibujo "A", pero serán castigados si lo pulsan ante la presentación del dibujo "B". Una vez se ha establecido esta condición, se produce una inversión de la regla. En otras palabras, lo correcto pasa a ser pulsar el botón ante la presentación del dibujo "B". La mayor parte de los participantes sanos comprenden el cambio en las reglas casi de inmediato, pero aquellos pacientes con daños en la COF mantienen su patrón de respuestas inicial, a pesar de que son castigados cuando lo ponen en práctica. Rolls et al. pusieron de manifiesto el carácter particularmente inusual de este patrón comportamental, toda vez que los pacientes decían haber comprendido las reglas de la tarea.
La segunda fase de la prueba se denomina «extinción». De nuevo, los participantes aprenden a pulsar el botón ante el dibujo "A", pero no ante el dibujo "B". No obstante, en esta ocasión, en lugar de producirse una inversión de la regla, ésta cambia por completo: los participantes siempre son castigados cuando pulsan el botón, independientemente de que lo hagan ante uno u otro dibujo. Así, la respuesta correcta a la tarea sería no pulsar el botón en ninguna ocasión. Pero a los pacientes afectados de daños en la COF les resulta difícil dejar de pulsar el botón, a pesar de estar siendo castigados por ello.

### Prueba del Juego de Iowa
La simulación de una situación real de toma de decisiones ha sido ampliamente utilizada en la investigación de la emoción y la cognición. En esta tarea se presenta a los participantes cuatro barajas virtuales de cartas en la pantalla de un ordenador. Se les dice que cada vez que escojan una carta, ganarán cierta cantidad de dinero, pero que de vez en cuando, al escoger una carta lo perderán. Se anuncia que el propósito del juego es ganar la mayor cantidad de dinero posible. Se trata de una tarea "opaca", es decir: los participantes no son conscientes de cómo funcionan las reglas del juego, y se supone que deben escoger las cartas basándose en su "instinto". 
Dos de las barajas son "malas barajas", lo que significa que, tras un periodo de tiempo suficientemente largo de juego, obtendrán un balance de pérdidas. Por el contrario, las otras dos son "buenas barajas", y arrojarán un saldo positivo de ganancias con el paso del tiempo. La mayor parte de los participantes sanos van escogiendo cartas de las distintas barajas, y al cabo de 40 o 50 elecciones realizadas, se decantan por escoger cartas de las "barajas buenas". Pero los pacientes con daños en la corteza orbitofrontal, perseveran en sus elecciones de cartas pertenecientes a las "barajas malas", en ocasiones incluso a pesar de saber que están perdiendo dinero. La medición concurrente de la respuesta galvánica de la piel muestra que los participantes sanos reflejan una reacción de estrés al acercarse a las "barajas malas" incluso tras sólo 10 ensayos, mucho antes de tener la sensación consciente de que las barajas son malas. Por el contrario, los pacientes con daños en la COF nunca desarrollan esta reacción fisiológica ante la amenaza de un castigo inminente. Bechara y sus colaboradores han explicado este fenómeno en términos de la hipótesis del marcador somático. La tarea del juego de Iowa se usa en la actualidad por varios grupos de investigadores que utilizan técnicas de imagen por resonancia magnética funcional para investigar qué regiones cerebrales se ven activadas por la realización de la tarea, tanto entre los participantes sanos como entre los miembros de grupos clínicos bajo diversas condiciones médicas, como la esquizofrenia y el trastorno obsesivo-compulsivo.

### Test del "Faux pas"

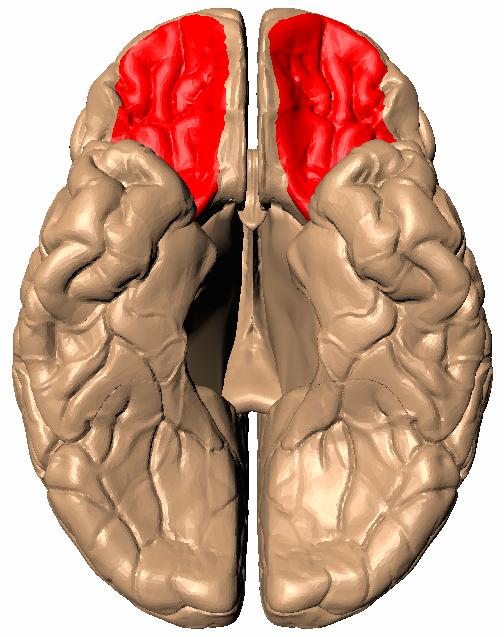
Superficie basal del cerebro, con el giro orbital destacado en rojo.

En francés, "Faux pas" significa "paso en falso". En este test se pone a prueba la capacidad de los participantes para identificar comportamientos socialmente inaceptables o violaciones de las convenciones sociales. Se muestra una serie de viñetas en las que se representa una situación social durante la cual alguien dice algo que no debería, o que resulta embarazoso o inapropiado para la situación. El objetivo de los participantes es identificar esa intervención inadecuada, así como explicar por qué resulta poco apropiada y cómo reaccionaría la gente en esas circunstancias. A pesar de estar diseñada para ser utilizada con pacientes que recaigan dentro del ámbito del espectro autista, esta prueba también es eficaz para detectar pacientes con una disfunción de la corteza orbitofrontal, que no son capaces de juzgar correctamente cuándo ha tenido lugar una situación social embarazosa o inapropiada, a pesar de que aparentan comprender perfectamente el desarrollo de las historias que se relatan en las viñetas.

## Consecuencias del daño de la corteza orbitofrontal
La destrucción de la COF provocada por un daño cerebral adquirido suele desembocar en un patrón de desinhibición conductual. Por ejemplo, pueden tener lugar comportamientos como un habla excesivamente soez, hipersexualidad, empobrecimiento de la interacción social, ludopatía, abuso de sustancias (lo que incluye el alcohol y el tabaco) y dificultades para establecer una relación de empatía. Se cree que la desinhibición conductual observada en algunos formas de demencia frontotemporal puede ser el resultado de una degeneración de la COF.